# Блюдо со сценами из истории о Диане и Актеоне
Блюдо со сценами из истории о Диане и Актеоне (нидерл. Schaal met voorstellingen uit de geschiedenis van Diana en Actaeon) — серебряное блюдо работы голландского медальера и серебряных дел мастера Паулюса ван Вианена (ок. 1570—1613). Создано в 1613 году. Хранится в коллекции Государственного музея, Амстердам (инвент. номер BK-16089-A). Приобретено музеем в 1947 году.
Паулюс ван Вианен создал это блюдо в Праге незадолго до своей смерти. В XVII веке были очень популярны античные истории о богах и богинях; на блюде изображены сцены из мифологии, в которых Диана, богиня охоты, играет ведущую роль.
На блюде представлена судьба Актеона, охотника, подсмотревшего за купанием Дианы. Когда богиня заметила его, она превратила его в оленя. Это было жестоким наказанием, поскольку Актеона потом загрызли его же собственные охотничьи собаки. В центре сцены показана Диана, брызгающая водой на Актеона, из шляпы которого растут рога. Ван Вианен изобразил эту сцену с обратной стороны блюда, которая не была предназначена для использования, а была лишь произведением искусства. Обратную сторону показывали как сюрприз.
На пруду около лягушек выгравированы инициалы Паулюса ван Вианена «PV» и дата создания блюда «1613».